# Juhan Leinberg

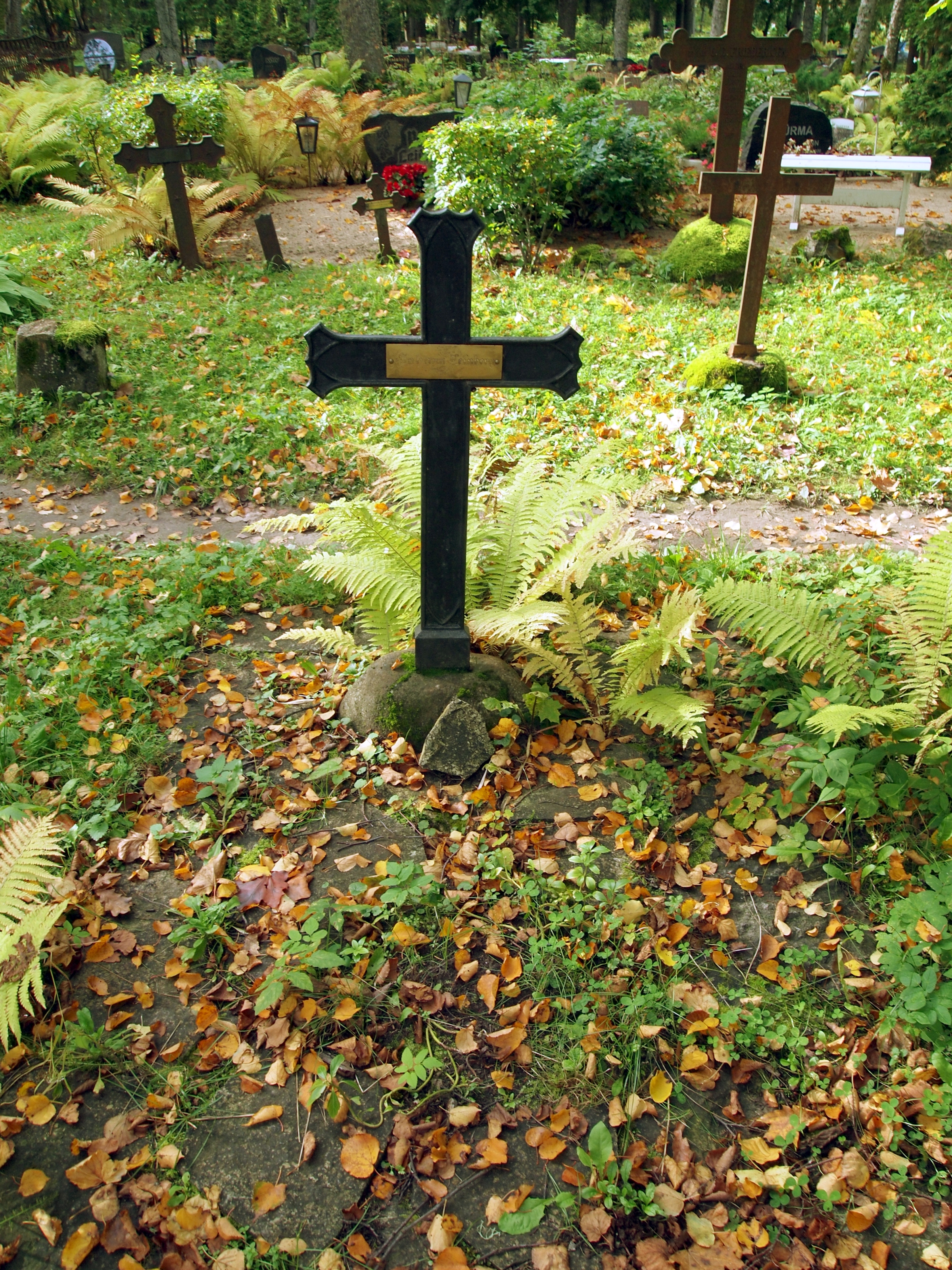
Grab Juhan Leinbergs auf dem Reopalu-Friedhof in Paide.

Juhan (Johann) Leinberg (* 26. September 1812 in Norra, Kirchspiel Koeru; † 28. August 1885 in Pruuna, Kirchspiel Ambla) war unter dem Namen Prophet Maltsvet ein estnischer Sektenführer.

## Frühe Jahre
Juhan Leinberg wurde im Kreis Järva in eine religiöse Familie geboren. Seine Bildung erhielt er in der Dorfschule und zu Hause. Schon früh zog er zu Verwandten auf den Gutshof Maltsvet bei Järva-Jaani. Seit seiner Jugend arbeitete er als Landwirt, Kneipier (1840–1847), Müller und Mehlverkäufer (1848–1853). 1848 kaufte er in Tallinn zwei Häuser, kehrte jedoch nach einer schweren Krankheit nach Järvamaa zurück.

## Sektenführer
Ab 1854, dem Beginn des Krimkrieges, als sich an der estnischen Nordküste Kriegsangst breit machte, begann er, in Nordestland zu predigen. Die erste seiner berühmten Gebetsstunden fand im Dezember 1854 statt. Leinberg rief seine Anhänger vor allem auf, dem Sammeln irdischer Gütern zu entsagen. Leinberg nannte sich Prophet Maltsvet und gründete eine Sekte, deren Anhänger sich Maltsvetianer nannten. Schnell geriet er in Konflikt mit den kirchlichen und weltlichen Autoritäten. Im September 1858 wurde er in Paide inhaftiert, was seine Popularität weiter steigerte. Man schätzt, dass zwischen 200 und 300 estnische Familien zu seinen Anhängern zählten.
1860 propagierte Leinberg die Auswanderung auf die Krim, wohin er im Februar 1861 selbst zog. Seine Idee war es, Land in Besitz zu nehmen, das angeblich die Tataren dort aufgegeben hatten. Die Erlaubnis zur Übersiedelung hatte der russische Zar im Januar 1861 erteilt. Im Mai und Juni 1861 warteten fanatisierte Maltsvetianer in Lasnamäe (heute ein Stadtteil Tallinns) vergeblich auf die Ankunft eines „weißen Schiffes“, das sie ins gelobte Land führen sollte. Leinbergs Ideen hatten auch erheblichen Anteil am Aufstand der Landbevölkerung in Albu und Ahula im November 1861.

## Rückkehr nach Estland
Ungefähr 700 Esten wanderten zwischen 1861 und 1865 auf die Krim aus, zeigten sich aber meist sehr unzufrieden mit dem zur Verfügung gestellten Land. Mitte der 1860er Jahre nahm die Faszination für Prophet Maltsvet stark ab. Er selbst kehrte 1865 nach Estland zurück. Nach einer kurzzeitigen Inhaftierung wurde er mit der Auflage freigelassen, künftig keine Ideen mehr zu verbreiten.
Leinberg starb 1885 im Kirchspiel Pruuna (Kreis Järva). Er liegt auf dem Reopalu-Friedhof von Paide begraben.

## Nachwirkungen
1904–1908 verarbeitete der estnische Schriftsteller Eduard Vilde die Bewegung der Maltsvetianer in seinem Roman Prohvet Maltsvet, dem letzten Teil seiner historischen Trilogie. Vilde sah im Maltsvetianismus eine wichtige Reaktion der estnischen Landbevölkerung gegen die deutschbaltischen Großgrundbesitzer.
Heute nennt sich eine estnische Band ebenfalls Prohvet Maltsvet.